# Luosto
Luosto är ett berg i Finland. Det ligger i Sodankylä i landskapet Lappland, i den norra delen av landet, 800 km norr om huvudstaden Helsingfors. Toppen på Luosto är 512 meter över havet.
Terrängen runt Luosto är huvudsakligen platt, men den allra närmaste omgivningen är kuperad. Trakten runt Luosto är nära nog obefolkad, med mindre än två invånare per kvadratkilometer. Närmaste större samhälle är Pyhäjärvi, 15,9 km sydost om Luosto. 